# Хала
Ха́ла (ивр. חַלָּה) — еврейский традиционный праздничный хлеб, который готовят из сдобного дрожжевого теста с яйцами, а также часть теста, отделяемая в пользу священников. Хлеб-халу едят в шаббат и на праздники. Отделение халы — один из видов жертвоприношения.

## Этимология
Этимология слова «хала» однозначно не установлена, наиболее вероятна версия о родстве со словом «халал» (протыкать, делать пустым), либо с аккадским «эллу» («чистый»). Известно, что для обозначения хлеба это слово впервые было использовано ашкеназскими евреями в XV веке в Австрии и распространилось по Восточной Европе в XVII столетии. Ранее это изделие именовали «берхес», либо общим словом «лехамим», а словом «хала» называли исключительно отделяемую в пользу жрецов часть. Трактат, впервые упомянувший халу-хлеб, называется Лекет Йошер. Другие названия для этого хлеба — южнонемецкое бархес или берхес (эта разновидность не содержит ни масла, ни яиц); западногерманское дацер и дахер (нем. dacher); венгерское бархес (венг. barhesz), сомбати-калач (венг. szombati kalács), литовское и латвийское китке и так далее. В Польше праздничная хала большого размера называется койлеч (пол. koyletsh). На свадьбах по традиции женщина исполняет перед молодожёнами танец, держа в руках койлеч; изображающую его сцену можно видеть в фильме Идл митн фидл.

## Хала как часть теста
Изначально хала — это часть любого теста, отделявшаяся в пользу священника (правилам этого посвящён одноимённый талмудический трактат). Слово «хала» происходит от наименования одной из заповедей Торы, которую совершают при приготовлении теста для хлеба: отделение халы, её источник — следующие слова Пятикнижия: 

И сказал Господь Моисею, говоря: объяви сынам Израилевым и скажи им: когда вы войдёте в землю, в которую Я веду вас, и будете есть хлеб той земли, то возносите возношение Господу; от начатков теста вашего лепёшку (хала) возносите в возношение; возносите её так, как возношение с гумна; от начатков теста вашего отдавайте в возношение Господу в роды ваши
— Чис. 15:17—21
 Отделение халы происходило либо до окончания вымешивания, либо от приготовленного изделия.
Поедать отделённую для священства халу можно было только в состоянии ритуальной чистоты, а съевший эту халу не-коэн совершал грех, требующий небесной кары.
Теперь, поскольку у евреев нет храма и священников, кусочек теста, отщипываемый при выпечке хлебобулочных изделий, сжигают; обычно при этом читают благословление. Так как до последнего времени приготовлением еды в еврейских домах занимались исключительно женщины, выпечка и отделение халы стали их религиозной обязанностью.
В Библии точно не указано, сколько именно халы нужно отделять для священников. Раввинами было установлено, что минимально требуется 1/24 (для пекарен — 1/48) от веса теста. При этом, согласно большинству еврейских учёных, если вес муки в хале не превышает 1,2 кг, то отделять часть от неё не следует; если вес муки больше 1,2 кг, но меньше 1,7 — халу отделяют, но не произносят над ней благословения или тхинес; лишь только если халу изготовили из 1,7 килограммов муки, то над отделяемым кусочком теста читают благословение. Современные евреи не отмеряют 1/24, а отщипывают от теста небольшой кусочек размером с оливку и сжигают. Кроме того, согласно библейскому закону, за пределами Земли Израиля халу отделять не обязательно.

## Символизм
Хала — глубоко символическое кулинарное изделие. Сама по себе она символизирует манну небесную, с этой же целью её часто посыпают маком и кунжутом, а также накрывают белым полотном (его значение — роса, покрывшая манну). Кроме того, различная форма халы имеет своё значение: плетёная «косичка» означает любовь, причём в косичке из трёх полосок теста каждая символизирует отдельное понятие: истину, мир и правосудие; два куска шестиполосной халы должны напоминать о 12 хлебах в еврейском Храме, предназначенных для 12 колен Израилевых; круглый хлеб пекут для Нового года, он означает постоянство; для Йом-Киппура украинские евреи готовят халу в виде лестницы или руки, и так далее.
- Хала, покрытая тканью
- Круглая хала в американской пекарне
- Сервировка стола для шаббата

## Ингредиенты и приготовление
Традиционный рецепт халы включает в себя много яиц, белую пшеничную муку, воду, сахар, соль, дрожжи. Тесто раскатывают и придают ему требуемую форму, после чего смазывают яйцом, чтобы при выпечке получилась корочка с золотистым блеском. Сверху её часто посыпают маком и/или кунжутом.
Известно, что библейская «хала» была толстой, в отличие от большинства хлебов, в связи с чем для неё требовалась особая технология приготовления. Традиция делать халу из лучшей (белой пшеничной) муки появилась в раннем Средневековье.
Современные рецепты могут варьироваться: например, может быть добавлено меньше яиц (есть также рецепты полностью без яиц), вместо белой муки может использоваться цельнозерновая пшеничная, либо овёс и прочие злаки. В праздничную халу добавляют мёд и сухофрукты, хотя многие сефардские богословы считают, что такая хала превращается в кондитерское изделие и для произношения благословения не подходит.
Обычно в приготовлении халы не используются молочные продукты, и она кошерна как с мясными, так и с молочными блюдами (то есть является «парве»), однако ашкеназская хала на Шавуот содержит молоко. Существуют пекарни, занимающиеся исключительно производством халы, в частности, пекарня Линдер в иерусалимском квартале Меа Шеарим.